# 官地镇 (林西县)
官地镇，是中华人民共和国内蒙古自治区赤峰市林西县下辖的一个乡镇级行政单位。

## 行政区划
官地镇下辖以下地区：
龙头山村、杨家营子村、上官地村、下官地村、两棵树村、二段村、王家沟村、马鞍山村、新民村和半拉山村。